# Idroperossido
Il radicale idroperossido è la protonazione da un superossido con la formula chimica HO2

## Formazione
L'idroperossido è formato attraverso il trasferimento di un atomo di idrogeno all'ossigeno molecolare, un atomo di ossigeno ad un radicale ossidrile o un protone ad un anione superossido

## Reattività
L'anione superossido O2− , e il radicale idroperossido sono in equilibrio chimico in soluzione acquosa:
{\displaystyle {\ce {O2- + H2O <=> HO2 + OH-}}}
L'equilibrio di protonazione/deprotonazione presenta un pKa di 4.88; 
di conseguenza, circa lo 0,3% di qualsiasi superossido presente nel liquido intracellulare di una cellula normale è in forma protonata.
Diversamente da O2−, che agisce prevalentemente come riducente, l' HO2 può agire come ossidante in un certo numero di reazioni biologicamente importanti, come l'estrazione di atomi di idrogeno da tocoferolo e acidi grassi polinsaturi nel doppio strato lipidico. Come tale, può essere un importante iniziatore della perossidazione lipidica.
Poiché la costante dielettrica ha un forte effetto sulla pKa, e la costante dielettrica dell'aria è piuttosto bassa, il superossido prodotto fotochimicamente nell'atmosfera è quasi esclusivamente presente come HO2.
l'Idroperossido è abbastanza reattivo ed agisce come un "detergente" dell'atmosfera degradando alcuni inquinanti organici. Come tale, la funzione dell' HO2 è di notevole importanza geochimica.

## Effetto sull'ambiente
L'idroperossido è responsabile della distruzione dell'ozono nella stratosfera, che si è formato come risultato l'ossidazione degli idrocarburi nella troposfera.